# Nobody’s Perfect (album Deep Purple)
Nobody's Perfect – koncertowy album zespołu Deep Purple wydany w roku 1988. Materiał zarejestrowany został na przełomie 1987/88 podczas ich tournée promującego płytę The House of Blue Light. Koncerty odbyły się 6 września 1987 w Weronie we Włoszech, 22 sierpnia 1987 w Oslo w Norwegii, 23 maja 1987 w Irvine Meadows w Irvine w USA, 30 maja 1987 w Phoenix i 26 lutego 1988 w studiach Hook End Manor (Oxfordshire) w Anglii.
Przejścia między utworami są wyciszane, co powoduje irytację wśród fanów zespołu. Album zawiera nową studyjną wersję "Hush" dla uczczenia ich 20. rocznicy. Utwór "Black Night" został również zarejestrowany ale nigdy nie wydany.

## Lista utworów
- Wszystkie utwory, z wyjątkiem opisanych skomponowali Ian Gillan, Ritchie Blackmore, Roger Glover, Jon Lord i Ian Paice.
- Utwory oznaczone gwiazdką pierwotnie pojawiają się tylko na płycie LP, z wyjątkiem "Dead or Alive", który ukazał się w wersji kasetowej albumu.
- Wszystkie zostały wydane na CD w roku 1999 (remastered).

### CD 1
| 1. | "Highway Star"                                           | 6:10  |
|    |                                                          |       |
| 2. | "Strange Kind of Woman"                                  | 7:34  |
|    |                                                          |       |
| 3. | "Dead or Alive" (Gillan, Blackmore, Glover) *            | 7:05  |
|    |                                                          |       |
| 4. | "Perfect Strangers" (Gillan, Blackmore, Glover)          | 6:24  |
|    |                                                          |       |
| 5. | "Hard Lovin' Woman" (Gillan, Blackmore, Glover)          | 5:03  |
|    |                                                          |       |
| 6. | "Bad Attitude" (Gillan, Blackmore, Glover, Lord) *       | 5:30  |
|    |                                                          |       |
| 7. | "Knocking at Your Back Door" (Gillan, Blackmore, Glover) | 11:24 |
|    |                                                          |       |
|    |                                                          | 49:10 |
|    |                                                          |       |

### CD 2
| 1. | "Child in Time"      | 10:36 |
|    |                      |       |
| 2. | "Lazy"               | 5:10  |
|    |                      |       |
| 3. | "Space Truckin'" *   | 6:02  |
|    |                      |       |
| 4. | "Black Night"        | 6:06  |
|    |                      |       |
| 5. | "Woman from Tokyo"   | 3:59  |
|    |                      |       |
| 6. | "Smoke on the Water" | 7:43  |
|    |                      |       |
| 7. | "Hush" (Joe South)   | 3:32  |
|    |                      |       |
|    |                      | 43:08 |
|    |                      |       |

## Wykonawcy
- Ian Gillan – śpiew, instrumenty perkusyjne, harmonijka
- Ritchie Blackmore – gitara
- Roger Glover – gitara basowa
- Jon Lord – organy, instrumenty klawiszowe
- Ian Paice – perkusja